# Euxoa itodes
Euxoa itodes är en fjärilsart som beskrevs av Smith 1900. Euxoa itodes ingår i släktet Euxoa och familjen nattflyn. Inga underarter finns listade i Catalogue of Life.